# Thor Kristensen
Hans Thor Juul Kristensen (* 4. Juni 1980 in Silkeborg, Dänemark) ist ein ehemaliger dänischer Ruderer. Er war Olympiasieger und Weltmeister im Leichtgewichts-Vierer ohne Steuermann.

## Sportliche Karriere
Kristensen belegte bei den U23-Weltmeisterschaften 1999 den sechsten Platz im Vierer ohne Steuermann, 2000 gewann er den Titel im Leichtgewichts-Vierer. 2001 siegte er bei den beiden letzten Weltcup-Regatten mit dem dänischen Vierer, Thomas Ebert, Thor Kristensen, Søren Madsen und Eskild Ebbesen gewannen bei den Weltmeisterschaften 2001 die Silbermedaille hinter dem österreichischen Boot. 2002 rückte Stephan Mølvig für Madsen ins Boot. Im Weltcup 2002 gewann der dänische Vierer zwei Regatten, bei den Weltmeisterschaften 2002 siegten die Dänen mit zwei Sekunden Vorsprung vor dem italienischen Boot. 2003 belegte der dänische Vierer im Weltcup je einmal den ersten, zweiten und dritten Platz. Bei den Weltmeisterschaften 2003 siegten die Dänen vor den Niederländern. 2004 ruderte im Weltcup Bo Helleberg für Stephan Mølvig, die Dänen gewannen die erste Regatta und belegten bei der zweiten Regatta den sechsten Platz. Vor den Olympischen Spielen in Athen kehrte Mølvig in den Vierer zurück und in der Besetzung der Weltmeisterschaften 2002 und 2003 siegte das Boot auch bei der Olympiaregatta, 1,4 Sekunden hinter den Dänen kam das Boot der Australier ins Ziel.
Der 1,86 m große Thor Kristensen trat für den Hadsund Roklub an.